# Йохан Доминик фон Волкенщайн
Йохан Доминик фон Волкенщайн (на немски: Johann Dominicus Graf von Wolkenstein-Trostberg/Trostburg; † 1676) е граф на Волкенщайн, фрайхер фон Тростберг и Нойхаус в Южен Тирол, Австрия. Той е хауптман/управител на Графство Тирол (1620 – 1675).

## Произход
Той е син на граф Маркус Освалд фон Волкенщайн (1592 – 1636) и съпругата му Анна Мария фон Куен-Белази. Внук е на фрайхер Маркус Зитих фон Волкенщайн (1563 – 1620) и първата му съпруга Анна Мария фон Траутзон. Правнук е на фрайхер Вилхелм II фон Волкенщайн (1509 – 1577) и Анна Ботч фон Цвингенберг.
Сестра му Анна Маргарета фон Волкенщайн († 1635) се омъжва (1612) за граф Йохан Зигизмунд фон Тун и Хоенщайн (1594 – 1646) и е майка на Венцел/Венцеслаус фон Тун и Хоенщайн (1629 – 1673), епископ на Пасау (1664 – 1673) и на Гурк (1665 – 1673).

## Фамилия
Първи брак: на 21 октомври 1640/1654 г. с графиня Анна Мария фон Валдбург-Цайл (* 3 август 1625), дъщеря на граф Йохан Якоб I фон Валдбург-Цайл (1602 – 1674) и графиня Йохана фон Волкенщайн-Тростбург († 1680), дъщеря на граф Кристоф Франц фон Волкенщайн-Тростбург (1567 – 1633) и графиня Мария фон Еберщайн в Ной-Еберщайн. Те имат три деца:
- Сузана фон Волкенщайн (1636/1656 – 1672), омъжена за граф Йохан Йозеф Хендл цу Голдрайн и Кастлбел, фрайхер на Жуфал, Маретч, Райхенберг († 1731)
- Маркус Фридрих фон Волкенщайн († 1719), женен за Мария Анна Катарина фон Волкенщайн (* ноември 1656; † 1719), дъщеря на Йохан Баптист фон Волкенщайн (* 1665) и Маргарета Куен фон Аур; имат 6 деца
- Франциска фон Волкенщайн

Втори брак: с Мария Франциска Евзебия фон Валдбург-Траухбург (* пр. 1654), дъщеря на фрайхер Фридрих фон Валдбург (1592 – 1636) и графиня Сузана Куен фон Белази (1610 – 1669). Те имат пет деца:
- Мария Анна Катарина фон Волкенщайн-Тростбург, омъжена за граф Карл Зигфрид Фукс фон Фуксберг и Лебенберг (* декември 1642)
- Мария Йохана фон Волкенщайн, омъжена за Йохан Франц фон Циненберг
- Парис Доминик фон Волкенщайн
- Файт Доминик фон Волкенщайн († 1711), женен за Мария фон Гондола
- Франц Фридрих фон Волкенщайн